# Liste der Landschaftlich Schönen Orte in der Präfektur Kagawa

Lage der Präfektur Kagawa (rot)

Diese Liste der Landschaftlich Schönen Orte in der Präfektur Kagawa umfasst Landschaftlich Schöne Orte der japanischen Präfektur Kagawa. Diese können auf nationaler Ebene durch den Minister für Bildung, Kultur, Sport, Wissenschaft und Technologie oder den Leiter des Amtes für kulturelle Angelegenheiten ausgewiesen werden sowie auf Präfektur- oder Gemeindeebene. Neben den ausgewiesenen gibt es noch registrierte Landschaftlich Schöne Orte, die begrenztere Unterstützung und Schutz erhalten. Der Schutz und Erhalt der Stätten ist nach dem 1950 in Kraft getretenen Kulturgutschutzgesetz geregelt, welches das „Gesetz zum Erhalt historischer und landschaftlich schöner Stätten und Naturdenkmäler“ (史蹟名勝天然紀念物保存法 Shiseki meishō tennenkinenbutsu hozonhō) von 1919 ablöste.

## Auszeichnungskriterien
Mögliche Auszeichnungskriterien für Landschaftlich Schöne Orte sind:
1. Parks und Gärten
2. Brücken und Dämme
3. Blühende Bäume, blühende Wiesen, Laubfärbung im Herbst, grüne Bäume und andere Orte mit dichtem Bewuchs
4. Orte mit Vögeln, Wildtieren, Fischen, Insekten und anderem
5. Felsen und Höhlen
6. Schluchten, Wasserfälle, Gebirgsbäche, Abgründe
7. Seen, Sümpfe, Feuchtgebiete, schwimmende Inseln, Quellen
8. Sanddünen, Nehrungen, Küsten, Inseln
9. Vulkane, Onsen
10. Berge, Hügel, Hoch- und Tiefebenen, Flüsse
11. Aussichtspunkte

## National ausgewiesene Landschaftlich Schöne Orte
Stand August 2023 sind sechs Orte auf nationaler Ebene ausgewiesen (einschließlich einem mit Sternchen (*) markierten Besonderen Landschaftlich Schönen Ort).
| Denkmal                                                          | Lage               | Beschreibung und Anmerkungen | Ausweisungsdatum | Typ      | Links | Bild           |
| ---------------------------------------------------------------- | ------------------ | --- | ---------------- | -------- | ----- | -------------- |
| *Ritsurin-Park 栗林公園 Kannonin teien                           | Takamatsu (Karte)  | Der mit fast 75 Hektar der größte Wandelgarten Japans liegt am Rande der Stadt Takamatsu. Am 31. März 1953 wurde er als Besonderer Landschaftlich Schöner Ort ausgewiesen. | 8. März 1922     | 1        |       | weitere Bilder |
| Kotohiki-Park 琴弾公園 Kotohiki kōen                             | Kan'onji (Karte)   | | 16. Dez. 1936    | 1        |       | weitere Bilder |
| Zōzu-san 象頭山 Zōzu-zan                                         | Kotohira (Karte)   | Berg mit einer Höhe von 538 m, der auch als Naturdenkmal ausgewiesen ist.                                                                                                  | 9. Juni 1951     | 11, 3    |       | weitere Bilder |
| Kankake-yama (Kankakei) 神懸山 (寒霞渓) Kankake-yama (Kanka-kei) | Shōdoshima (Karte) | | 7. März 1923     | 5, 6, 10 |       | weitere Bilder |
| Hiunkaku-Garten 披雲閣庭園 Hiunkaku teien                        | Takamatsu (Karte)  | Fläche: 24.598,63 m² | 17. Okt. 2013    | 1        |       | weitere Bilder |
| Mannō-See 満濃池 Mannō-ike                                       | Mannō (Karte)      | Stausee, der seit über 1000 Jahren zur Bewässerung genutzt wird. Fläche: 2.638.815,09 m²                                                                                   | 16. Okt. 2019    | 2, 11    |       | weitere Bilder |

## Auf Präfekturebene ausgewiesene Landschaftlich Schöne Orte
Stand August 2023 sind zwei Orte auf Präfekturebene ausgewiesen.
| Denkmal                                                                      | Lage                  | Beschreibung und Anmerkungen | Ausweisungsdatum | Typ | Links | Bild            |
| ---------------------------------------------------------------------------- | --------------------- | ---------------------------- | ---------------- | --- | ----- | --------------- |
| Tsukiyama-Garten der Obika-Familie 小比賀家築山庭園 Obika-ke Tsukiyama teien | Takamatsu (Karte)     |                              | 30. Apr. 1971    |     |       | Bild gesucht BW |
| Hōkō-ji-Garten 宝光寺庭園 Hōkōji teien                                       | Higashikagawa (Karte) |                              | 4. Sep. 2018     |     |       | Bild gesucht BW |

## Auf Gemeindeebene ausgewiesene Landschaftlich Schöne Orte
Stand August 2023 sind neun Orte auf Gemeindeebene ausgewiesen, darunter:
| Denkmal                                                           | Lage             | Beschreibung und Anmerkungen | Ausweisungsdatum | Typ | Links | Bild            |
| ----------------------------------------------------------------- | ---------------- | ---------------------------- | ---------------- | --- | ----- | --------------- |
| Nakazu-Banshō-Garten 中津万象園 Nakazu-banshō-en                  | Marugame (Karte) |                              |                  |     |       | weitere Bilder  |
| Sanjū-Wasserfall 三重の滝 Sanjū-no-taki                           | Sanuki (Karte)   |                              |                  |     |       | Bild gesucht BW |
| Kōfūen 香風園附翠松閣･時雨亭 Kōfūen tsuketari Suishōkaku ･ Jiutei | Sakaide (Karte)  |                              |                  |     |       | weitere Bilder  |

## Registrierte Landschaftlich Schöne Orte
Stand August 2023 ist ein Ort auf nationaler Ebene regisrtiert (im Gegensatz zu ausgewiesen).
| Denkmal                                                                           | Lage              | Beschreibung und Anmerkungen | Registrierungsdatum | Typ | Links | Bild            |
| --------------------------------------------------------------------------------- | ----------------- | ---------------------------- | ------------------- | --- | ----- | --------------- |
| Garten der Masui-Familie 増井氏庭園（雲門庵露地） Masui-shi teien (Unmon-an roji) | Takamatsu (Karte) | Fläche: 73,09 m²             | 27. März 2013       |     |       | Bild gesucht BW |